# Milena Duchková
Milena Duchková est une plongeuse tchécoslovaque née le 25 avril 1952 à Prague.

## Carrière
Elle est sacrée champion olympique en plateforme à 10 mètres aux Jeux olympiques d'été de 1968 à Mexico et médaillée d'argent de la même épreuve aux Jeux olympiques d'été de 1972 à Munich. Elle est aussi championne d'Europe en 1970 à Barcelone et vice-championne du monde en 1973 à Belgrade.
Elle intègre l'International Swimming Hall of Fame en 1983.